# Rainer Wernsmann
Rainer Wernsmann (* 26. Mai 1969 in Münster) ist ein deutscher Rechtswissenschaftler und Hochschullehrer an der Universität Passau.

## Leben
Wernsmann absolvierte die Juristischen Staatsprüfungen 1993 und 1996 nach dem Studium und Referendariat in Münster und Paris. In der Zwischenzeit war er wissenschaftliche Hilfskraft am Kommunalwissenschaftlichen Institut der Westfälischen Wilhelms-Universität bei Hans-Uwe Erichsen, im Anschluss wissenschaftlicher Mitarbeiter und wissenschaftlicher Assistent bei Dieter Birk am Institut für Steuerrecht derselben Universität. Dort wurde Wernsmann 1999 mit einer Dissertation zum Thema Das gleichheitswidrige Steuergesetz: Rechtsfolgen und Rechtsschutz promoviert. Seine Dissertation wurde im selben Jahr mit dem Harry-Westermann-Preis ausgezeichnet. Nach einem Stipendium der Deutschen Forschungsgemeinschaft habilitierte sich Wernsmann 2003 mit einer Schrift zum Thema Verhaltenslenkung in einem rationalen Steuersystem; ihm wurde die Lehrbefugnis für Öffentliches Recht, Steuerrecht und Europarecht verliehen.
2004 wurde er an die Helmut-Schmidt-Universität/Universität der Bundeswehr in Hamburg auf eine Professur für Öffentliches Recht und Steuerrecht berufen. 2005 erhielt er einen weiteren Ruf an die Universität Potsdam auf den Lehrstuhl für Öffentliches Recht, insbesondere Steuer- und Verwaltungsrecht, den er ablehnte. 2006 wechselte er an die Universität Passau auf den Lehrstuhl für Staats- und Verwaltungsrecht, insbesondere Finanz- und Steuerrecht, als Nachfolger von Hartmut Söhn.  2014 lehnte er einen Ruf an die Universität Trier ab. Zuletzt hat er 2024 einen Ruf auf eine W3-Professur für Finanzverfassungsrecht an der Rechtswissenschaftlichen Fakultät der Universität zu Köln abgelehnt. Ab 2010 war Wernsmann Prodekan, von 2012 bis 2014 Dekan der Juristischen Fakultät. Von 2014 bis 2017 war er Vizepräsident der Universität Passau.

## Leistungen
Wernsmann ist Mitautor zahlreicher Kommentare zum Grundgesetz (Bonner Kommentar), zur Abgabenordnung (Hübschmann/Hepp/Spitaler), zum Einkommensteuerrecht (Kirchhof/Söhn/Mellinghoff) sowie zur Bundeshaushaltsordnung (Gröpl). Außerdem hat er im von Schulze/Zuleeg/Kadelbach herausgegebenen Handbuch Europarecht (2. Auflage 2010) den Abschnitt über das Europäische Steuerrecht verfasst.

Wernsmann ist daneben als Prozessbevollmächtigter in zahlreichen verfassungs- und verwaltungsgerichtlichen Verfahren aufgetreten.
Unter anderem verteidigte er im Jahr 2008 vor dem Bundesverfassungsgericht als Bevollmächtigter der Bundesregierung die Kürzung der Pendlerpauschale. Zudem vertrat er verschiedentlich Landesregierungen, beispielsweise im Verfahren zum kommunalen Finanzausgleich vor den Landesverfassungsgerichten. Er ist zudem Verfasser zahlreicher Gutachten insbesondere zu steuer-, finanz- und haushaltsrechtlichen Fragestellungen. So kam Wernsmann in einem Gutachten für die Deutsche Industrie- und Handelskammer zu dem Ergebnis, dass der Regierungsentwurf zur Erbschaftsteuerreform verfassungswidrig sei. Im Jahr 2020 verfasste Wernsmann im Auftrag der FDP-Bundestagsfraktion ein Gutachten, das zur Verfassungswidrigkeit der CO2-Bepreisung des Brennstoffemissionshandelsgesetz Stellung nimmt. Darüber hinaus tritt Wernsmann regelmäßig als Sachverständiger im Bundestag und in Landtagen in Erscheinung.
Im Jahr 2009 warb Wernsmann als Projektverantwortlicher für die Universität Passau, zusammen mit den Universitäten Frankfurt a. M. und Münster, ein aus Mitteln des Auswärtigen Amts gefördertes DAAD-Exzellenzzentrum Südostasien mit einem Drittmittelvolumen von ca. 1,2 Mio. Euro ein.
Im Jahr 2022 wurde Wernsmann von der Universität Passau mit dem erstmals vergebenen Preis für herausragende Promotionsbetreuung ausgezeichnet.

## Engagement
Wernsmann ist seit 2008 ehrenamtlicher Vertrauensdozent der Passauer Hochschulgruppe der Begabtenförderung der Hanns-Seidel-Stiftung. Ebenfalls seit 2008 ist er darüber hinaus Mentor für das Max Weber-Programm Bayern der Studienstiftung des deutschen Volkes. Das Max Weber-Programm fördert hochbegabte Studierende an Hochschulen in Bayern. Träger des Max Weber-Programms ist der Freistaat Bayern.
Ferner ist Wernsmann Mitglied des Beirats der European Law Students’ Association Passau (ELSA) und unterstützt die Arbeit und das Engagement der lokalen Studentenvereinigung.
Darüber hinaus ist Wernsmann Mitglied in der Vereinigung der Deutschen Staatsrechtslehrer und Mitglied im Wissenschaftlichen Beirat der Deutschen Steuerjuristischen Gesellschaft.
Im September 2019 gehörte er zu den etwa 100 Staatsrechtslehrern, die sich mit dem offenen Aufruf zum Wahlrecht Verkleinert den Bundestag! an den Deutschen Bundestag wandten.

## Werke

### Monografien
- Das gleichheitswidrige Steuergesetz: Rechtsfolgen und Rechtsschutz (= Münsterische Beiträge zur Rechtswissenschaft. Band 128). Duncker & Humblot, Berlin 2000 (Dissertation, Universität Münster, 1999).
- Verhaltenslenkung in einem rationalen Steuersystem (= JuS Publicum. Band 135). Mohr Siebeck, Tübingen 2005 (Habilitationsschrift, Universität Münster, 2003).

### Aufsätze (Auswahl)
- Steuerliche Diskriminierungen und ihre Rechtfertigung durch die Kohärenz des nationalen Rechts: Zur Dogmatik der Schranken der Grundfreiheiten. In: Europarecht. 1999, S. 754–775.
- Klagearten und Klagebefugnis im Konkurrentenrechtsstreit. In: Die Verwaltung. 2003, S. 67–103.
- Das demokratische Prinzip und der demographische Wandel: Brauchen wir ein Familienwahlrecht? In: Der Staat. 2005, S. 43–66.
- Die Steuer als Eigentumsbeeinträchtigung? In: Neue Juristische Wochenschrift. 2006, S. 1169–1174.
- Einkommensteuer und objektives Nettoprinzip. In: Deutsches Steuerrecht. Beihefter zu Heft 34, 2009, S. 101–106.
- Die Einnahmenautonomie der Länder. In: Jahrbuch für öffentliche Finanzen. 2011, S. 417–435.
- Rainer Wernsmann: Nicht über dem Recht. In: Frankfurter Allgemeine. 19. September 2012, abgerufen am 28. Mai 2019.

### Lehrbücher
- Beiträge in: Dirk Ehlers, Friedrich Schoch (Hrsg.): Rechtsschutz im Öffentlichen Recht. C.H. Beck, München 2021.
- mit Henning Tappe: Öffentliches Finanzrecht, 3. Auflage. C.F. Müller, Heidelberg 2023.

### Herausgeberschaft
- mit Klaus-Dieter Drüen und Hanno Kube: Schriftenreihe Finanz- und Steuerrecht in Deutschland und Europa. Lang, Frankfurt am Main, seit 2007.
- Bayerisches Verwaltungszustellungs- und Vollstreckungsgesetz. C.H. Beck, München 2020.
- mit Klaus-Dieter Drüen u. a. als Erstverfasser: Hübschmann/Hepp/Spitaler, AO/FGO. Loseblatt, C.F. Müller Heidelberg.